# Cho Youn-Jeong
Cho Youn-Jeong (en coreano: 조윤정; 29 de septiembre de 1969) es una deportista surcoreana que compitió en tiro con arco, en la modalidad de arco recurvo.
Participó en los Juegos Olímpicos de Barcelona 1992, obteniendo dos medallas de oro, en las pruebas individual y por equipo. Ganó tres medallas en el Campeonato Mundial de Tiro con Arco al Aire Libre, en los años 1991 y 1993.

## Palmarés internacional
| Juegos Olímpicos                 | Juegos Olímpicos   | Juegos Olímpicos | Juegos Olímpicos |
| Año                              | Lugar              | Medalla          | Prueba           |
| -------------------------------- | ------------------ | ---------------- | ---------------- |
| 1992                             | Barcelona (España) | Medalla de oro   | Individual       |
| 1992                             | Barcelona (España) | Medalla de oro   | Equipo           |
| Campeonato Mundial al Aire Libre |                    |                  |                  |
| Año                              | Lugar              | Medalla          | Prueba           |
| 1991                             | Cracovia (Polonia) | Medalla de oro   | Equipo           |
| 1993                             | Antalya (Turquía)  | Medalla de oro   | Equipo           |
| 1993                             | Antalya (Turquía)  | Medalla de plata | Individual       |